# Pinili
Pinili ist eine Stadtgemeinde in der philippinischen Provinz Ilocos Norte. Im Jahre 2015 zählte sie 17.300 Einwohner. Das Gebiet der Gemeinde ist relativ flach.
Pinili ist in folgende 25 Baranggays („Barrios“) aufgeteilt:
| - Aglipay - Apatut-Lubong - Badio - Barbar - Buanga - Bulbulala - Bungro - Cabaroan - Capangdanan - Dalayap - Darat - Gulpeng - Liliputen | - Lumbaan-Bicbica - Nagtrigoan - Pagdilao - Pugaoan - Puritac - Sacritan - Salanap - Santo Tomas - Tartarabang - Puzol - Upon - Valbuena |